# После человека: Зоология будущего
«После человека: Зоология будущего» (англ. After Man: A Zoology of the Future) — научно-популярная книга британского писателя Дугала Диксона 1981 года, написанная в жанре Speculative fiction и посвящённая изложению авторской гипотезы о том, как может измениться фауна и география через 50 миллионов лет.
Является первым произведением, изданным Дугалом Диксоном в этом жанре (в 1988 году вышла его книга «Новые динозавры: Альтернативная эволюция», а в 1990 — «Человек после человека: Антропология будущего»). Предисловие к книге написал британский зоолог Десмонд Моррис, иллюстрации выполнили художники Диз Уоллис, Джон Батлер, Брайан МакИнтайр, Филип Худ, Рой Вудард, Гарри Марш.
Впервые в СССР об этой книге было коротко рассказано в журнале «Вокруг света» №10/1989: короткая заметка за авторством С. Арефина и несколько чёрно-белых репродукций иллюстраций на 3-й странице обложки с вольными переводами названий изображённых видов. Изданный в книжном варианте в 2017 году, перевод на русский язык (2007) выполнен Павлом Волковым. Новое издание отличается от предыдущих: автором исправлены некоторые первоначальные утверждения, добавлена новая информация во вводной главе. В процессе перевода были добавлены научные и тривиальные названия для некоторых видов, опущенные в первых изданиях книги. Также были исправлены некоторые ошибки в родословном древе видов.

## В популярной культуре
Репродукция иллюстрации из книги с изображениями зарандера и турми находится на стене в комнате главной героини фильма "Ио" (2019).

## Издания
- After Man: A Zoology of the Future. — St. Martin's Press, 1981. — 124 p. — ISBN 9780312011635.